# Physical Graffiti
| Recensione          | Giudizio |
| ------------------- | -------- |
| AllMusic            |          |
| Ondarock            |          |
| Robert Christgau    | B+       |
| The Daily Telegraph |          |
| MusicHound          |          |
| Pitchfork           |          |
| Piero Scaruffi      |          |
| Rolling Stone       |          |
| Q                   |          |

Physical Graffiti è il sesto album in studio del gruppo musicale britannico Led Zeppelin, pubblicato nel 1975.
Nel 2003 la rivista Rolling Stone colloca l'album alla posizione n. 73 nella lista dei 500 migliori album di tutti i tempi.

## Storia
Dopo aver inciso e pubblicato senza interruzione per quattro anni di fila, i Led Zeppelin decisero di prendersi una pausa, trascorrendo buona parte del 1973 senza lavorare praticamente su nulla. All'inizio del 1974 registrarono nuovo materiale presso la Headley Grange, un'abitazione rurale nell'East Hampshire, tramite uno studio mobile di proprietà di Ronnie Lane: in breve tempo il gruppo completò otto tracce, sufficienti per un album. L'atmosfera informale permise al gruppo di improvvisare e sviluppare nuovo materiale durante la registrazione. A volte il gruppo provava o registrava una traccia più volte, discuteva su cosa era andato storto o cosa poteva essere migliorato e poi si rendeva conto di aver elaborato un arrangiamento alternativo che era migliore. Bonham era una forza trainante durante le sessioni, suggerendo regolarmente idee o i modi migliori in cui un arrangiamento complicato poteva essere suonato con successo. Ciò lo ha portato a ottenere crediti di autore principale su diverse tracce. Le otto canzoni insieme superavano la lunghezza di un album arrivando a occupare quasi tre lati di un disco e così il gruppo decise di pubblicare un doppio album aggiungendo materiale rimasto inedito che avevano registrato per gli album precedenti. Ciò includeva varie jam session come "Boogie With Stu", che Page non riteneva inizialmente adatta; dopo alcune sovraincisioni e il missaggio finale dell'album nel luglio 1974 eseguito da Keith Harwood agli Olympic Studios di Londra, l'album venne infine pubblicato. Il titolo venne coniato da Page per rendere l'idea di tutta l'energia impiegata nella produzione.  Nell'album vennero quindi inseriti diversi outtake degli album precedenti ma dalle sessioni di registrazione del nuovo album rimase poco che alla fine non fu pubblicato: un primo arrangiamento di "Custard Pie", diverso dalla versione finale, venne poi rielaborato e divenne "Hots on for Nowhere" e pubblicato nell'album successivo, Presence; altri outtake provenienti dalle sessioni di album precedenti che non erano stati inseriti su Physical Graffiti furono successivamente inclusi nell'album Coda del 1982.  L'album venne pubblicato dalla nuova etichetta fondata dal gruppo, la Swan Song Records.

## Copertina

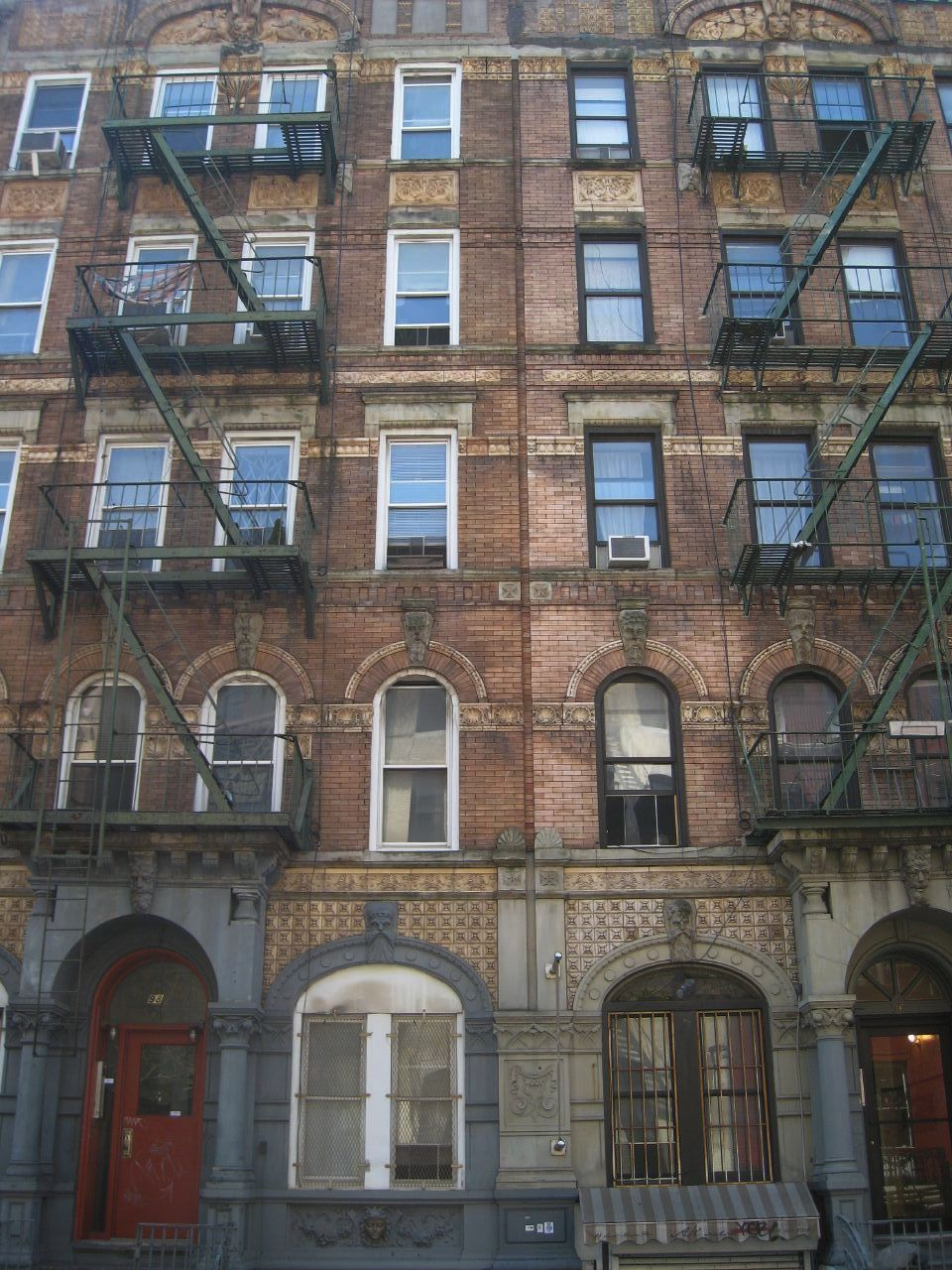
Il palazzo raffigurato sulla copertina dell'album

La copertina dell'album, progettata da Mike Doud della Album Graphics Inc., raffigura la facciata di un edificio sito al 96-98 di St. Mark's Street a East Village, New York, ritratto di giorno sul fronte e di notte sul retro. Sul davanti la copertina reca in alto anche la scritta Led Zeppelin, sovrimpressa in modo da sembrare un bassorilievo scolpito sulla facciata stessa.
La confezione delle prime edizioni recava su ambo i lati una fustellatura in corrispondenza di sedici finestre del palazzo in foto. Tali aperture lasciavano vedere altrettante immagini stampate sulle due buste interne e raffiguranti a loro volta i membri del gruppo, personaggi celebri e altri soggetti come animali e opere d'arte. Un foglio a parte – sempre delle dimensioni della copertina – riportava inoltre la lista dei brani, i crediti del disco e, su un solo lato, le sedici lettere che formano il titolo dell'album, in corrispondenza delle finestre. A seconda dell'ordine e del verso con cui tutti questi elementi erano riposti nella confezione, era di fatto possibile creare a piacere fino a sedici versioni differenti della copertina.

## Tracce
Testi e musiche di Jimmy Page e Robert Plant, eccetto dove indicato.

### Disco 1
Lato A
1. Custard Pie – 4:13
2. The Rover – 5:36
3. In My Time of Dying – 11:04 (brano tradizionale - arrangiamento: Jimmy Page, Robert Plant, John Paul Jones, John Bonham)

Lato B
1. Houses of the Holy – 4:01
2. Trampled Under Foot – 5:35 (brano tradizionale – arrangiamento: Jimmy Page, Robert Plant, John Paul Jones)
3. Kashmir – 8:31 (Jimmy Page, Robert Plant, John Bonham)

### Disco 2
Lato C
1. In the Light – 8:44 (Jimmy Page, Robert Plant, John Paul Jones)
2. Bron-Yr-Aur – 2:06 (musica: Jimmy Page)
3. Down by the Seaside – 5:14
4. Ten Years Gone – 6:31

Lato D
1. Night Flight – 3:36 (Jimmy Page, Robert Plant, John Paul Jones)
2. The Wanton Song – 4:06
3. Boogie with Stu – 3:51 (Jimmy Page, Robert Plant, John Paul Jones, John Bonham, Mrs. Valens, Ian Stewart)
4. Black Country Woman – 4:24
5. Sick Again – 4:43

## Formazione
- Robert Plant – voce, armonica a bocca, chitarra acustica in Boogie with Stu
- Jimmy Page – chitarra, chitarra solista, slide guitar, mandolino, produzione
- John Paul Jones – basso, organo, pianoforte elettrico, mellotron, chitarra, mandolino, sintetizzatore, organo Hammond
- John Bonham – batteria, percussioni